# Фридрих II фон Брена

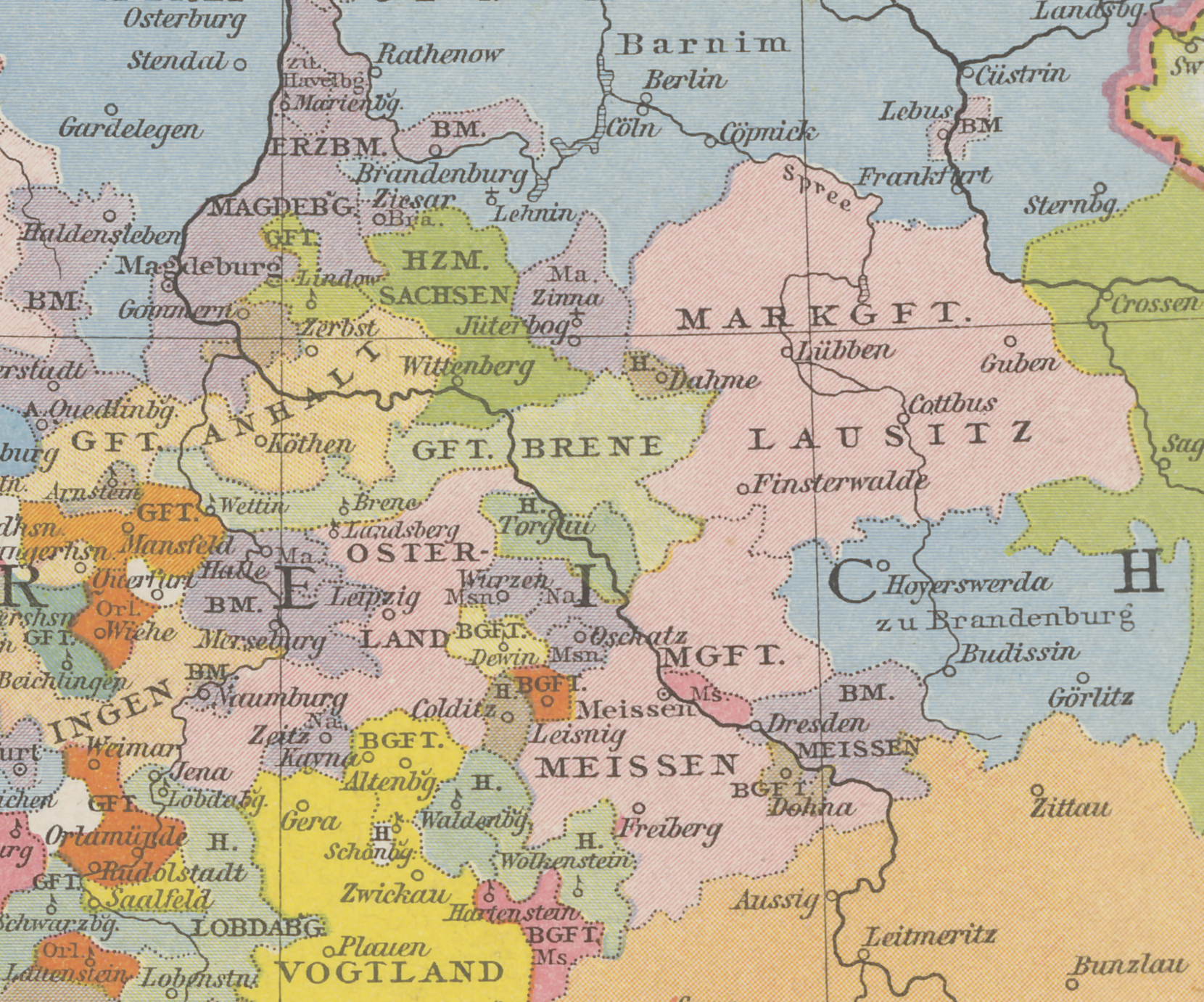
Графства Брена и Веттин

Фридрих II (нем. Friedrich II. von Brehna; ок. 1180 — 16 октября 1221, Акка) — граф Брены с 1191 и Веттина с 1217 года.
Сын Фридриха I. После смерти отца вступил в управление его наследством вместе со старшим братом — Оттоном I. В силу малолетства первое время находились под опекой матери.
В 1201 году они основали в Брене августинский монастырь.
В период междоусобиц, начавшихся после смерти короля Генриха VI, братья поддерживали Штауфенов. В 1203 году Оттон I фон Брена и его родственник граф Ульрих I фон Веттин разгромили вторгшиеся в их владения войска чешского короля Пшемысла Оттокара I и ландграфа Тюрингии Германа I.
В том же 1203 году Оттон I умер, и Фридрих II стал единственным властителем Брены. Точная дата его рождения не известна. Однако в Генеалогии Веттинов (Genealogica Wettinensis) в упоминании о смерти его брата сказано, что тот умер в юном возрасте. Значит, Фридрих II родился ок. 1180 года или даже позже.
В 1217 году умер граф Веттина Генрих III. Его ближайшим родственником был Фридрих II фон Брена, который и унаследовал владения покойного.
В 1220 году овдовевший Фридрих II отправился в крестовый поход. В Святой земле он вступил в орден тамплиеров и умер 16 октября 1221 года в Акке в результате болезни.
Жена — Юдит фон Цигенхайн (ок. 1186 — 7 октября 1220), дочь Фридриха Тюрингского, графа фон Цигенхайн. Дети:
- Гедвига, муж — Дитрих I, граф Хонштейн
- Оттон II (ум. до 22 июля 1234) — граф Брены
- Дитрих I (ум. 1266/1267), граф Брены
- Лукардис, монахиня.